# Estación de Grandvaux
La estación de Grandvaux es una estación ferroviaria de la localidad suiza de Grandvaux, perteneciente a la comuna suiza de Bourg-en-Lavaux, en el Cantón de Vaud.

## Situación
Se encuentra ubicada en el borde sur del núcleo urbano de Grandvaux, en el noroeste de la comuna de Bourg-en-Lavaux. Cuenta con dos andenes laterales a los que acceden dos vías pasantes, a las que hay que sumar una vía topera.
En términos ferroviarios, la estación se sitúa en la línea Lausana - Berna. Sus dependencias ferroviarias colaterales son la estación de Bossière hacia Lausana y la estación de Puidoux-Chexbres en dirección Berna.

## Servicios ferroviarios
Los servicios ferroviarios de esta estación están prestados por SBB-CFF-FFS.

### RER Vaud
La estación forma parte de la red de trenes de cercanías RER Vaud, que se caracteriza por trenes de alta frecuencia que conectan las principales ciudades y comunas del cantón de Vaud. Por ella pasan dos líneas de la red:
- S 2 Vallorbe - Lausana - Puidoux-Chexbres - Palézieux.
- S 4 Allaman - Morges - Lausana - Puidoux-Chexbres - Palézieux.